# التیلوا
التیلوا (به لاتین: Altaelva) یک رود در نروژ است که در التا، نروژ واقع شده‌است.